# Omaha (Nebraska)
Omaha (/ˈoʊməhɑː/ OH-mə-hah) az Amerikai Egyesült Államok Nebraska államának legnépesebb városa és Douglas megye székhelye az Egyesült Államok középnyugati részén, a Missouri folyó mentén, a Platte folyó torkolatától mintegy 15 km-re északra található. Az ország 40. legnépesebb városa, Omaha lakossága a 2020-as népszámláláskor 486 051 fő volt. A város a horgonya a nyolc megyéből álló Omaha-Council Bluffs nagyvárosi térségnek, amely kiterjed Iowa államba is, és az Egyesült Államok 58. legnagyobb nagyvárosi térségének számít 967 604 fővel. Továbbá a nagyobb Omaha-Council Bluffs-Fremont egyesített statisztikai térségnek 2020-ban 1 004 771 lakosa volt.
Omaha úttörő korszaka 1854-ben kezdődött, amikor a várost a szomszédos Council Bluffsból (Iowa) származó spekulánsok megalapították. A várost a Missouri folyó mentén alapították, és a Lone Tree Ferry nevű átkelőhely hozta meg a városnak a „Nyugat kapuja” becenevet. Omaha 1898-ban mutatta be ezt az új Nyugatot a világnak, amikor a Trans-Mississippi Exposition elnevezésű világkiállításnak adott otthont. A 19. században Omaha központi elhelyezkedése az Egyesült Államokban arra ösztönözte a várost, hogy fontos nemzeti közlekedési csomóponttá váljon. A 19. század hátralévő részében a szállítás és a jobbágyszektor, valamint a vasút és a sörfőzdék fontos szerepet játszottak a városban. A 20. században az Omaha Stockyards, amely egykor a világ legnagyobbja volt, és a húsfeldolgozó üzemek nemzetközi hírnévre tettek szert.
Omaha négy Fortune 500 vállalat székhelyének ad otthont, ezek az alábbiak: a Berkshire Hathaway, a Kiewit Corporation, a Mutual of Omaha és a Union Pacific Corporation. A városban székhellyel rendelkező vállalatok közé tartozik még a First National Bank of Omaha, a Gallup, Inc., a Green Plains, az Intrado, a Valmont Industries, a Werner Enterprises, valamint az ország tíz legnagyobb építészeti és mérnöki irodája közül három (DLR Group, HDR, Inc. és Leo A Daly). A nevezetes kulturális intézmények közé tartozik a Henry Doorly Állatkert és Akvárium, az Old Market, a Durham Múzeum, a Lauritzen Gardens és az évente megrendezett College World Series. A modern omahai találmányok közé tartozik a Reuben szendvics; a Duncan Hines által kifejlesztett süteménykeverék; a középen forgó öntözőrendszer; a Raisin Bran; az első sífelvonó az Egyesült Államokban; a Top 40-es rádióformátum, amelyet az Egyesült Államokban először az omahai KOWH rádióban használtak; és a TV dinner.

## Közlekedés
Omaha központi szerepe az amerikai közlekedés történetében a „Nyugat kapuvárosa” becenevet érdemelte ki. Annak ellenére, hogy Lincoln elnök rendelete szerint az iowai Council Bluffs lett volna a Union Pacific Railroad kiindulópontja, Omahából indult az első transzkontinentális vasútvonal keleti szakaszának építése. A 20. század közepére szinte minden nagyobb vasúttársaság elérte Omahát.
Ma az Omaha Rail and Commerce Historic District ezt a kapcsolatot ünnepli, valamint a Burlington pályaudvar és a Union Station felkerült a National Register of Historic Places listájára. Először az egykori Herndon-házban kapott helyet a Union Pacific vasúttársaság vállalati központja, a vállalat központja kezdete óta Omahában van. 2004-ben nyílt meg Omaha belvárosában az új központjuk, a Union Pacific Center (Union Pacific Center).

### Vasút
A települést napi egy pár California Zephyr néven futó Amtrak távolsági vonatjárat érinti.

### Légi
Repülőtere a Eppley repülőtér.

## Népesség
| Lakosok száma | 438 646 | 408 958 | 466 893 | 486 051 |
|               | 2008    | 2010    | 2017    | 2020    |

## Éghajlata
| Hónap                         | Jan.  | Feb.  | Már.  | Ápr.  | Máj. | Jún. | Júl. | Aug. | Szep. | Okt.  | Nov.  | Dec.  | Év    |
| ----------------------------- | ----- | ----- | ----- | ----- | ---- | ---- | ---- | ---- | ----- | ----- | ----- | ----- | ----- |
| Rekord max. hőmérséklet (°C)  | 21,0  | 26,0  | 33,0  | 36,0  | 39,0 | 42,0 | 46,0 | 44,0 | 40,0  | 36,0  | 28,0  | 22,0  | 46,0  |
| Átlagos max. hőmérséklet (°C) | 0,8   | 3,4   | 10,5  | 17,6  | 23,2 | 28,4 | 30,7 | 29,5 | 25,3  | 18,2  | 9,4   | 1,8   | 16,6  |
| Átlagos min. hőmérséklet (°C) | −10,2 | −7,7  | −2,2  | 4,3   | 10,5 | 16,1 | 19,0 | 17,8 | 12,2  | 5,3   | −1,8  | −8,5  | 4,6   |
| Rekord min. hőmérséklet (°C)  | −36,0 | −32,0 | −27,0 | −15,0 | −4,0 | 4,0  | 7,0  | 6,0  | −2,0  | −13,0 | −26,0 | −32,0 | −36,0 |
| Átl. csapadékmennyiség (mm)   | 18    | 22    | 51    | 75    | 121  | 106  | 97   | 97   | 68    | 55    | 42    | 26    | 778   |
| Havi napsütéses órák száma    | 168   | 158   | 206   | 230   | 277  | 314  | 333  | 296  | 246   | 218   | 148   | 134   | 2727  |
| Forrás: NOAA                  |       |       |       |       |      |      |      |      |       |       |       |       |       |

## Testvérvárosai
- Xalapa-Enríquez - Mexikó
- Braunschweig - Németország
- Jantaj - Kína